# Жаренайское староство
Жаренайское староство (лит. Žarėnų seniūnija) — одно из 11 староств Тельшяйского района, Тельшяйского уезда Литвы. Административный центр — местечко Жаренай.

## География
Расположено на западе Литвы, в западной части Тельшяйского района, на Жемайтской водораздельной гряде Жемайтской возвышенности.
Граничит с Ришкенайским и Вешвенайским староствами на севере, Луокеским — на востоке, Варняйским — на востоке и юге, Жлибинайским староством Плунгеского района — на северо-западе, Мядингенайским староством Ретавского самоуправления — на западе, и Твярайским староством Ретавского самоуправления — на юге и юго-западе.
Площадь Жаренайское  староства составляет 10027,7 гектар, из которых: 2 837 га — леса и 140 га — водная поверхность.

## Население
Жаренайское староство включает в себя местечко Жаренай и 30 деревень.